# Volcán (álbum de José José)
Volcán es el decimosegundo álbum de estudio del cantante mexicano José José y el segundo bajo la discográfica Ariola.Fue grabado por Ariola en 1977 y fue publicado en 1978 e incluso remasterizado en 2009.
El arreglista y director de todos los temas fue el compositor español Rafael Pérez Botija, y del cual coloca en el número 1 varios temas tales como:"O tú o yo", "Volcán", "Farolero", "Por una sonrisa", "Amándote", entre otros. Con este disco el cantante debuta también como productor musical apoyado por el compositor Pérez Botija.

## Lista de canciones[1][2]
1. «Volcán» - 4:52 (Rafael Pérez Botija)
2. «O tú o yo» - 4:02 (Luis Gómez Escolar Roldán/Julio Seijas Cabezudo/Honorio Herrero Araujo)
3. «Amor lo que se dice» - 2:31 (Rafael Pérez Botija)
4. «Amándote» - 4:17 (Manuel Soto)
5. «Pregúntaselo a ella» - 4:27 (Rafael Pérez Botija)
6. «Sólo los pájaros» - 4:36 (Luis Gómez Escolar Roldán/Julio Seijas Cabezudo/Honorio Herrero Araujo)
7. «Jaque Mate» - 3:37 (Manuel Soto)
8. «Por una sonrisa» - 4:20 (Rafael Pérez Botija)
9. «Libérame» - 3:15 (Lázaro Múñiz/Armando Martínez)
10. «Farolero» - 3:42 (Rafael Pérez Botija)

## Créditos y personal[1][3]
- José José - Voz y Coproducción.
- R. Pérez Botija - Arreglos en pistas 1, 3, 5, 8 y 10.
- Jesús Glück - Arreglos en pistas 2 y 6.
- Alejandro Monroy - Arreglos en pistas 4, 7 y 9.
- Alberto Reyna - Diseño
- Rafael Pérez Botija - Dirección, realización y producción.